# Фиолетовая линия (Бакинский метрополитен)
Фиолетовая линия (азерб. Bənövşəyi Xətt) — третья линия Бакинского метрополитена. Эта линия самая короткая из трёх существующих, и состоит из четырёх станций: Ходжасан, Автовокзал, Мемар Аджеми-2 и 8 ноября. Со станции Мемар Аджеми-2 осуществляется пересадка на станцию Мемар Аджеми зелёной линии. Станции Фиолетовой линии — первые в метрополитене, на которых возможно движение составов из семи вагонов. С ноября 2022 начали эксплуатироваться семивагонные составы. До открытия Красносельско-Калининской линии Петербургского метрополитена, которое планируется на 2025 год, — самая короткая на постсоветском пространстве.

## История
- 19 апреля 2016: Автовокзал — Мемар Аджеми-2, 2,1 км
- 29 мая 2021: Мемар Аджеми-2 — 8 Ноября, 1,6 км
- 23 декабря 2022: Автовокзал — Ходжасан и метродепо № 2, 2,4 км

## Перспективы развития
Фиолетовая линия является первым приоритетным направлением строительства Бакинского метрополитена. В данный момент продолжается строительство станции Джалил Мамедгулузаде. В будущем линия свяжет Баладжары с Карачухуром и будет состоять из 12 станций и 1 депо.